# Попівці (Золочівський район)
Попі́вці — село в Україні, у Золочівському районі Львівської області. Відстань до обласного центру становить 123 км, що проходить автошляхом обласного значення; до  колишнього райцентру становить 23 км, що проходить автошляхом місцевого значення. Відстань до найближчої залізничної станції Броди становить 24 км.
Село було центром Поповецької сільської ради, якій підпорядковано села Попівці, Горбанівка, Дудин, Нем'яч, Шпаки. Населення становить 477 осіб.

## Населення
За даними всеукраїнського перепису населення 2001 року в селі мешкало 830 осіб. За мовною ознакою переважає українськомовне населення. В селі поширені прізвища Грех, Войтух, Ковальський, а також Пасічник, Микитюк, Адамчук, Семчина, Дебрівський та інші.

## Географія
Попівці розташовані на сході Золочівського району. На північному заході межує з селом Тетильківці, на заході — з с.  Горбанівка та з смт Підкамінь, на півдні — з с. Нем'яч, на південному сході — з с. Дудин та на сході — з с. Шпаки.

## Топоніми
Попівці умовно поділяються на такі місцевості (місцева назва — «кінці»): 
- Бальбів кінець знаходиться обабіч головної дороги (вулиці). При дорозі знаходиться фігура Божої Матері, встановлена тут ще за Польщі. На початку села є також став, де можна бачити диких качок, чаплів, колись водилися навіть бобри.
- Центр або Село — найпрестижніший район села, де розташовані клуб, сільська рада, дитячий садок, магазин. В центрі села встановлено пам'ятник радянському солдату та пам'ятний хрест полеглим за волю України.
- Лісові.
- Сірків кінець.

## Історія
Перша письмова згадка про село датується 1515 роком. Дідич села — шляхтич Петро Цебровський — записав його разом з Нем'ячем для утримування заснованого ним домініканського кляштору в сусідньому Підкамені. У 1524 році Каменецький Марцін наказав втопити у поповецькому ставі двох монахів-домініканців з Підкаменя, які боронили проти його волі фундацію монастиря.
1873 року в селі засновано школу з українською мовою навчання.
За радянських часів в селі було створено колгосп «Перемога», основним напрямом якого було рільництво та тваринництво. Також в селі працював цегельний завод та два млини. Діяли восьмирічна школа, бібліотека, сільський клуб на 200 місць.

## Церква Пресвятої Трійці
Перша згадка про місцеву одноверху церкву Воскресіння Христового датується 1402 роком, що була споруджена на тому місці, де нині розташована церква Пресвятої Трійці. 1733 року на тому місці попередниці споруджена нова дерев'яна церква. Наприкінці XIX ст. стару церкву було розібрано та у 1893—1894 роках будівничий Пакушевський збудував нову муровану церкву, але під час бойових дій першої світової війни її було зруйновано. По війні місцева громада збудувала тимчасову дерев'яну каплицю, а у 1934—1935 роках на фундаменті мурованої церкви майстер В. Літовінський звів нову дерев'яну будівлю церкви. Можливо, тоді її було освячено на честь Непорочного Зачаття Пресвятої Богородиці. У другій половині 1940-х роках церкву було закрито і лише після її відкриття на початку 1990-х років вона переосвячена на честь Пресвятої Трійці. Нині церква знаходиться в користуванні громади УГКЦ. На схід від церкви розташована мурована стінова дзвіниця з трьома великими дзвонами.

## Відомі люди
- отець Теодозій Еффинович — парох села (УГКЦ), посол до Галицького сейму 8-го скликання[10]
- Ярослав Онищук — кандидат історичних наук, доцент кафедри археології, історії стародавнього світу Львівського Національного університету ім. І. Франка, заступник директора комунального підприємства Львівської обласної ради з питань здійснення пошуку поховань учасників національно-визвольних змагань та жертв воєн, депортації та політичних репресій «Доля».
- Володимир Пасічник (1935—2013) — український громадський діяч.
- Демчук Василь Петрович - (1995- 19.01.2023)